# 元老宫

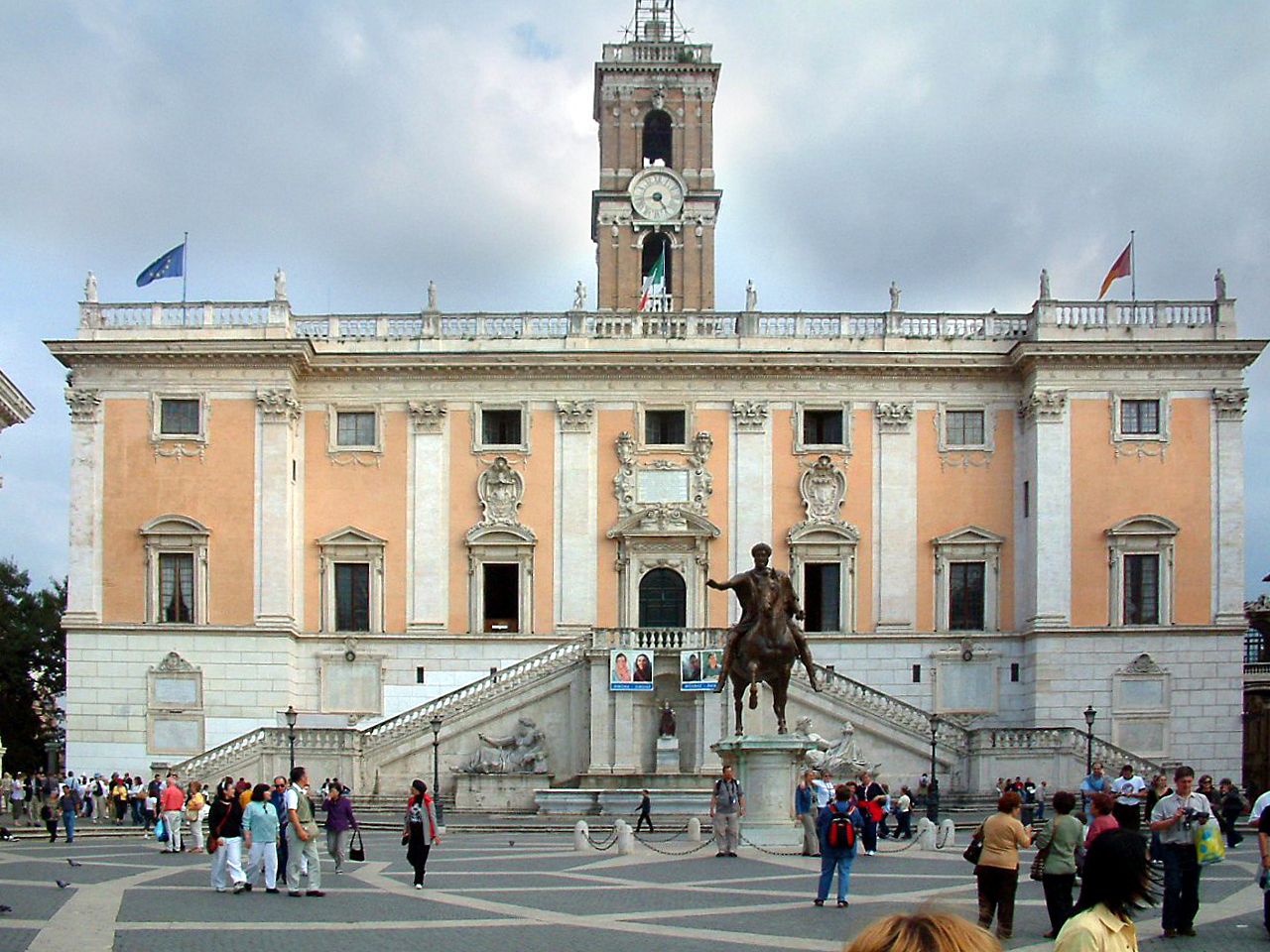
元老宫

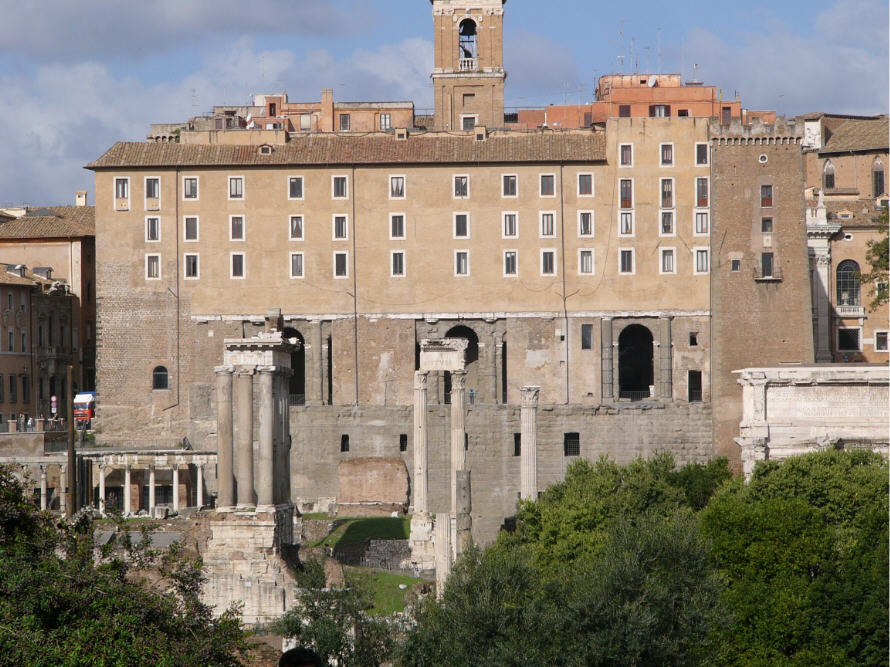
从古罗马广场看元老宫

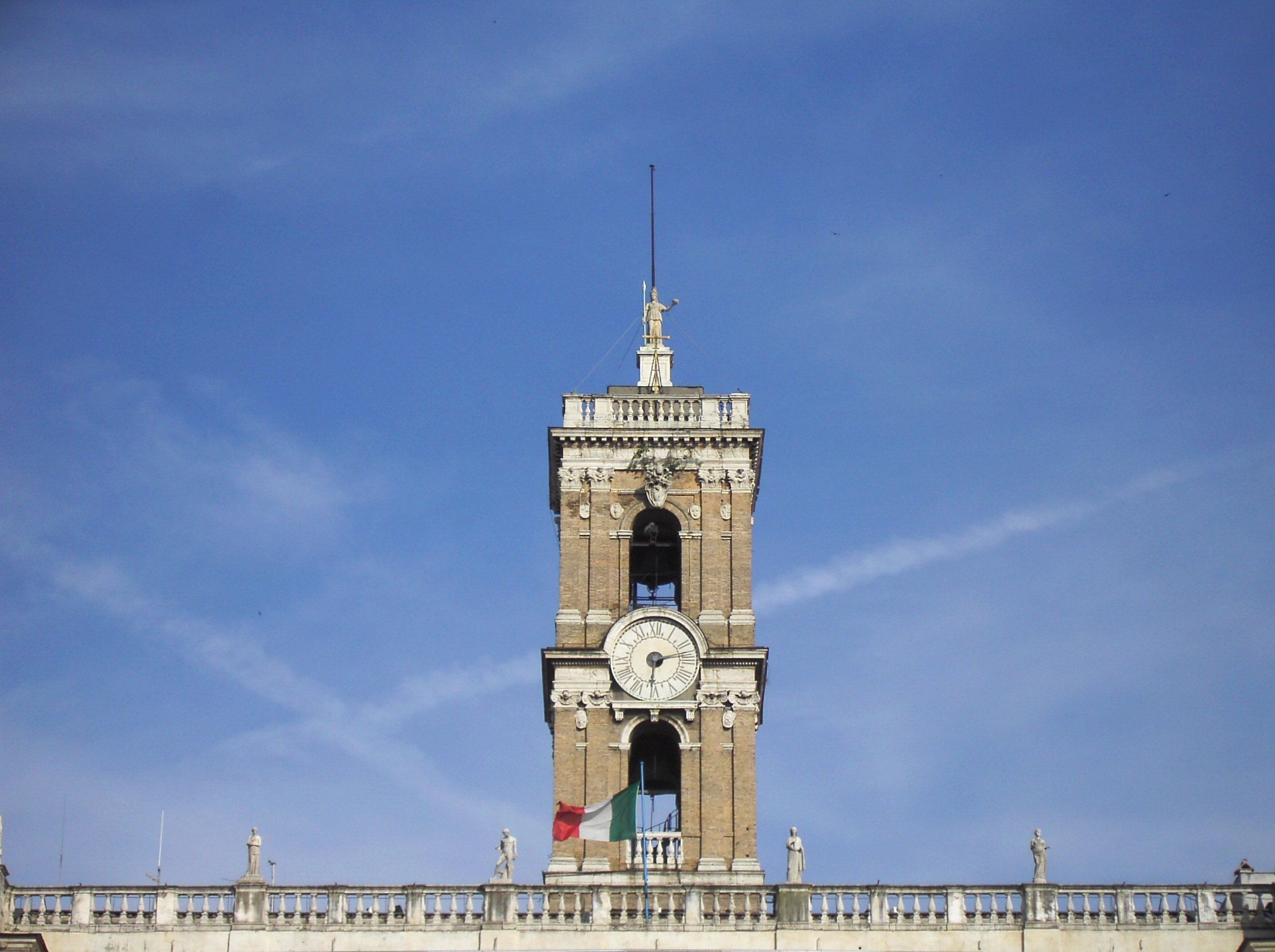
钟楼

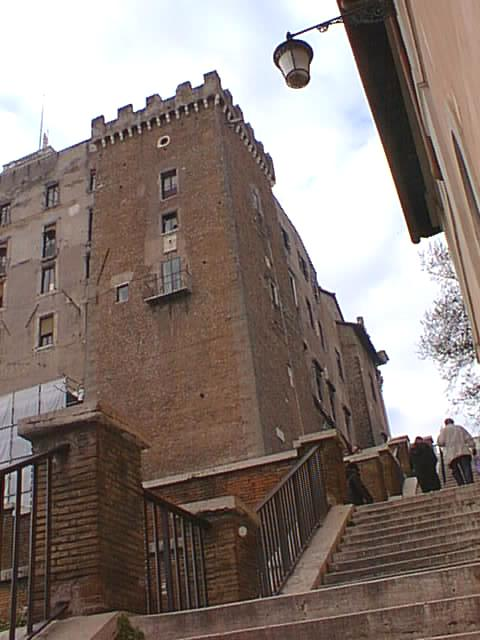
教宗尼古拉五世连接古罗马广场的阶梯

元老宫（義大利語：Palazzo Senatorio）位于罗马的卡比托利欧广场、保守宫与新宫之间。 目前，此处是罗马市政府的正式驻地，面临古罗马广场，在市长办公室可以享受美景。

## 历史
该建筑利用公元前78年罗马国家档案馆的废墟改建。由于建筑不容置疑的稳固，以及位于高处，在中世纪被男爵家族选为堡垒，在12世纪成为中世纪市政府驻地，还用作事实上管理城市的元老驻地。中世纪后期的元老宫是一个建立在山顶，带有城垛的建筑，用凝灰岩和砖砌筑，一侧建有四座建于不同时代的塔楼，现在仍然可以看到两座塔楼，面临庭院，仅可从土坡到达。
1538年，教宗保禄三世法尔内塞决定重建整个建筑综合体，他将重建工程委托给米开朗基罗。这项工程改变了建筑的朝向，面向山下的城市。他也指导了1541年到1544年的建造工程。在他去世后，工作由贾科莫·德拉·博塔和杰罗姆·里纳尔迪继续，1605年完成了立面。新宫的建筑工程持续了整个17世纪上半叶，而广场地面的铺设直到1940年才按照原来的图纸完成。

## 宫殿
在阶梯前，安放一个大盆，周围雕塑群：位于中心的是弥涅耳瓦的雕像，后来变成了女神罗马；左侧是代表尼罗河的巨大雕像，右侧据说原来是代表底格里斯河的雕像，后来改为代表台伯河的虎和狼。
宫殿的上方，矗立着钟楼，由老马蒂诺隆吉（Martino Longhi il Vecchio）在16世纪中叶原来高35米的中世纪钟楼被雷电击毁后重新设计。1200年被维泰博带走的钟patarina又被带回，用来在发生特别事件之际召集议会或集会，今天的钟可以追溯到19世纪，但仍然被称为Katarina，用于罗马市长选举。塔顶有避雷针，和古罗马守护神密涅瓦的雕像。

## 室内
宫殿里的一些房间相当令人感兴趣： 
- 市长办公室（Studio del Sindaco），位于教宗尼古拉五世在1473年为防御而兴建的塔楼内。
- Aula Consiliare：因有恺撒雕像而称为Aula di Giulio Cesare，地板上镶嵌来自昔日元老院遗址奥斯蒂亚安蒂察的马赛克。现在设有市议会
- 旗帜厅（Sala delle Bandiere），得名于保存有1847年庇护九世创建的14个防卫区的旗帜